# Roztrzeń serca
Roztrzeń serca (łac. dilatatio cordis) – wada serca polegająca na ścieńczeniu ścian komór i przedsionków z jednoczesnym rozszerzeniem ich światła; występować przy tym mogą zastoje krwi w sercu; towarzyszy zwykle przerostowi odśrodkowemu serca (łac. hypertrophia excentrica) lub występuje bez przerostu mięśnia sercowego (łac. dilatatio simplex). Przyczyną roztrzeni poszczególnych komór i przedsionków są głównie wady zastawek serca. Poza tym roztrzeń serca spotyka się w przebiegu ciężkich chorób zakaźnych i zatruć w następstwie niewydolności zwyrodniałego mięśnia sercowego. U świń zdarza się roztrzeń, będąca często przyczyną śmierci, w związku z długotrwałym transportem. Poza tym spotyka się roztrzeń u psów myśliwskich oraz u słabych prosiąt, zwykle łącznie z wodnicą worka osierdziowego i wodobrzuszem.